# ズグロニシキヘビ
ズグロニシキヘビ（頭黒錦蛇、Aspidites melanocephalus ）は、爬虫綱有鱗目ニシキヘビ科（ボア科ニシキヘビ亜科とする説もあり）オオウロコニシキヘビ属に分類されるヘビ。オオウロコニシキヘビ属の模式種。別名ズグロパイソン。

## 分布
オーストラリア北部固有種

## 形態
最大全長300cm程。体色は淡黄色で、黒や赤褐色の横縞が入る。頭部から頸部にかけては黒い。種小名melanocephalusは「黒い頭」の意で和名や英名と同義。体色には地域により変異がある。

## 生態
砂漠や荒地、サバンナ、森林等に生息する。夜行性で、昼間は他の動物が掘った穴や茂みに隠れて休む。
食性は動物食で爬虫類、鳥類、小型哺乳類等を食べる。主に爬虫類を食べる。
繁殖形態は卵生で、1回に3-18個の卵を産む。

## 人間との関係
開拓による生息地の減少により、生息数は減少している。
ペットとして飼育されることもあり、日本にも輸入されている。本種の生息地であるオーストラリアは国内に生息する野生動物の輸出を禁止しているため、過去に研究用や動物園での展示用に輸出された個体からの繁殖個体のみが流通する。そのため繁殖個体のみが流通し、極めて高価である。野生での生息数そのものはオオウロコニシキヘビ属のウォマより多いようだが、飼育下での繁殖が難しくそのため流通は稀。
動物愛護法の改正により、2007年現在本種を飼育することに対しての法規制はない。
野生では主に爬虫類を食べるが、飼育下では大抵の場合マウスに餌付くことが多い。しかし飼育下でも爬虫類しか食べようとしない個体も稀にいる。

## 画像

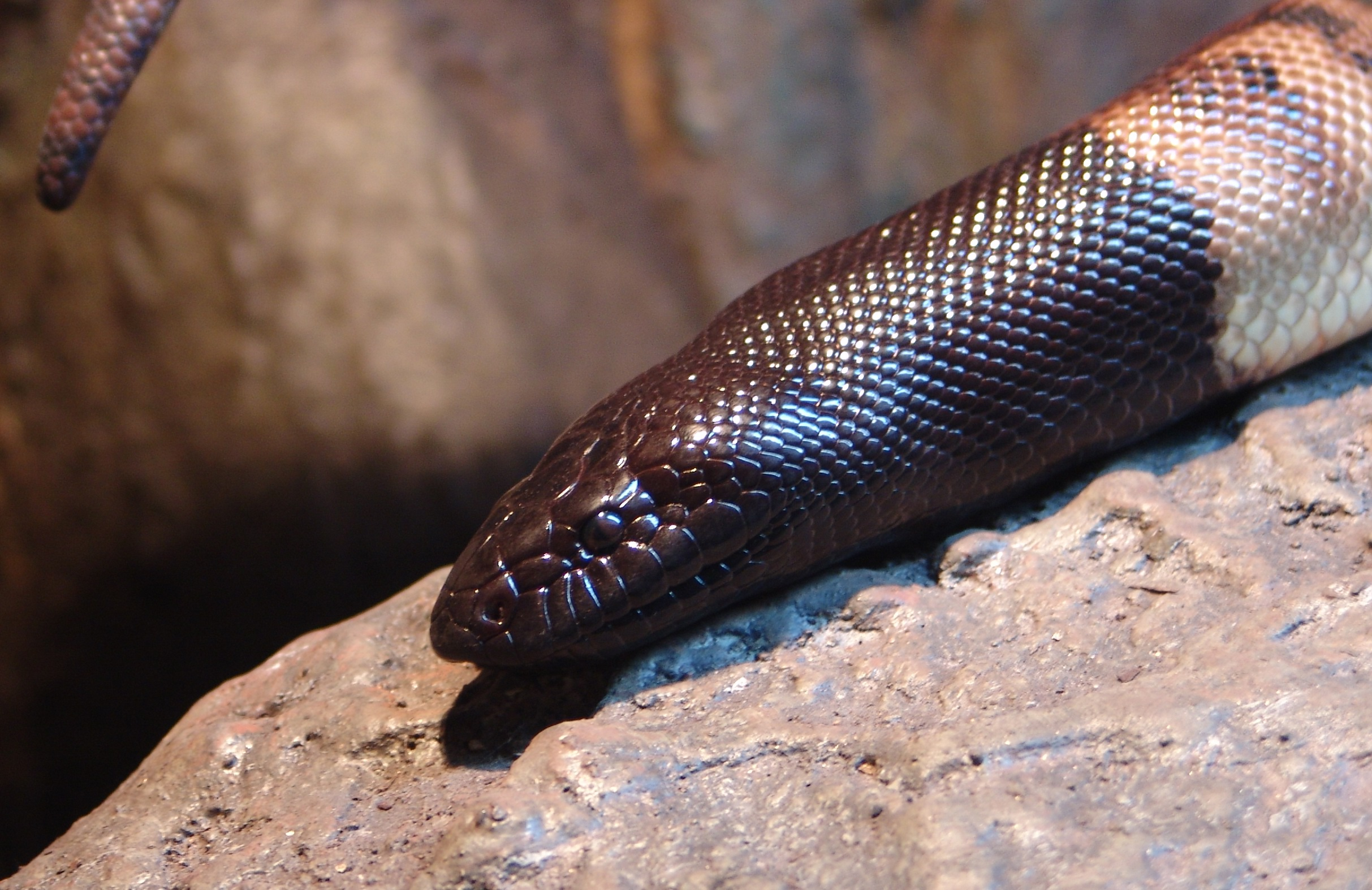
頭部